# Amtsgericht Gifhorn

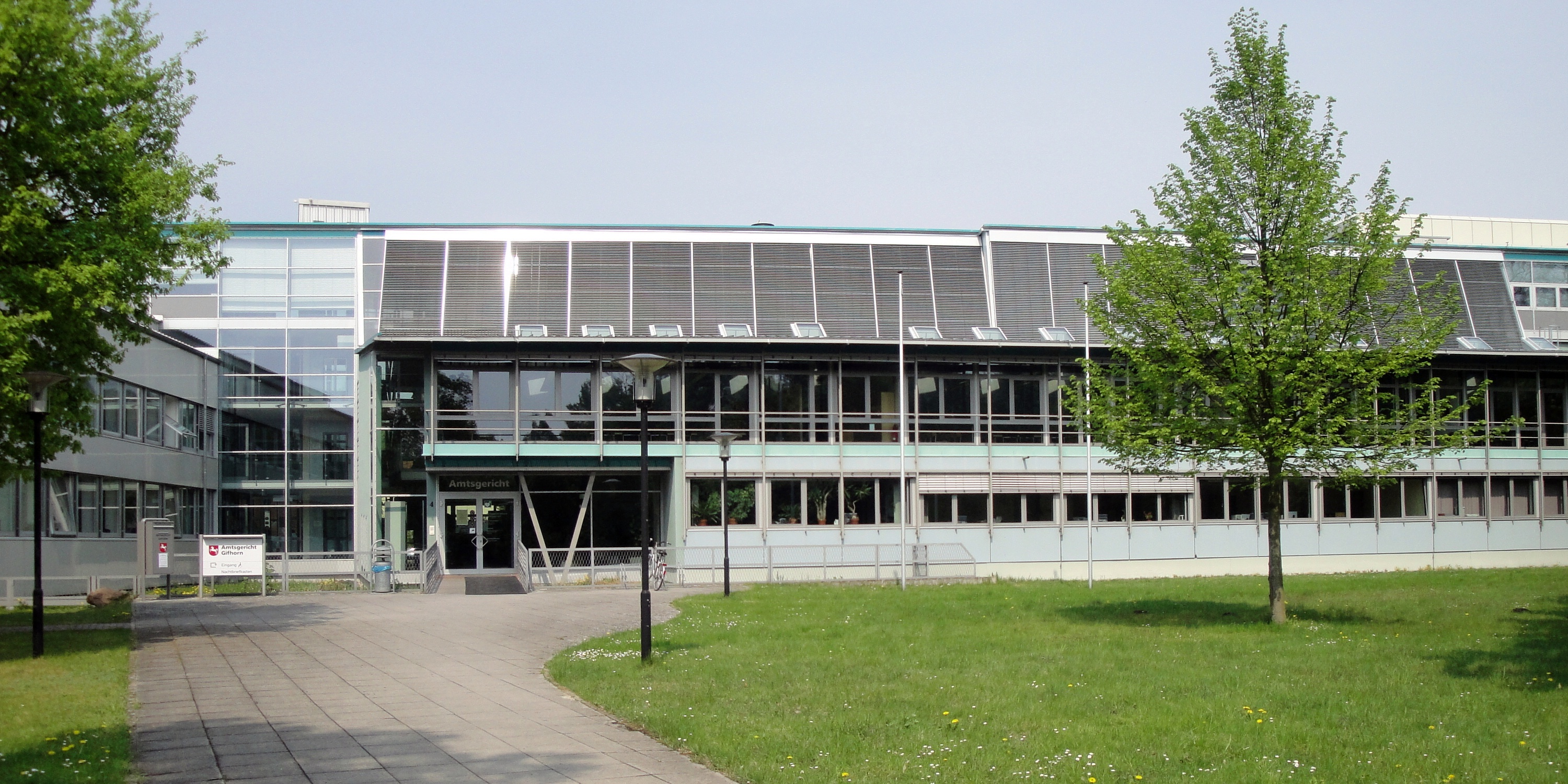
Amtsgericht Gifhorn

Das Amtsgericht Gifhorn ist eines von acht Amtsgerichten im Bezirk des Landgerichts Hildesheim. Es hat seinen Sitz in Gifhorn in Niedersachsen.

## Zuständigkeiten
Örtlich zuständig ist das Amtsgericht Gifhorn für den Landkreis Gifhorn, jedoch ohne die Samtgemeinden Boldecker Land und Brome, welche dem Amtsgericht Wolfsburg (Landgerichtsbezirk Braunschweig) zugeordnet sind. Ihm ist das Landgericht Hildesheim übergeordnet. Zuständiges Oberlandesgericht ist das Oberlandesgericht Celle.

## Geschichte
Mit dem am 1. Oktober 1852 in Kraft tretenden hannoverschen Gerichtsverfassungsgesetz vom 8. November 1850 wurden Verwaltung und Justiz endgültig voneinander getrennt. Das Amtsgericht Gifhorn wurde gegründet. Das Amt Gifhorn wurde aufgeteilt in die Stadt Gifhorn als selbstständige und amtsfreie Stadt und die Hausvogtei Gifhorn. Die Stadt Gifhorn und die Ämter Gifhorn und Papenteich bildeten einen gemeinsamen Amtsgerichtsbezirk. 1859 wurden die beiden Ämter Gifhorn und Papenteich zum Amt Gifhorn vereinigt. Das Amtsgericht Meinersen wurde 1959 aufgelöst und die im Kreis Gifhorn liegenden Gebiete wurden der Zuständigkeit des Amtsgerichts Gifhorn unterstellt. 1974 kam der Amtsgerichtsbezirk Hankensbüttel zum Gifhorner Gericht. Das ehemalige Amtsgericht Hankensbüttel wurde bis April 1975 als Außenstelle genutzt.

## Gebäude
Das Gericht war von 1852 bis 1966 im 1539 erbauten Kommandantenhaus des Gifhorner Schlosses untergebracht. Dazu kam noch ein Nebengebäude im Gefangenenhof und ein Amtsrichterwohnhaus in der Hauptstraße (heute: Steinweg). Das Gebäude befand sich in einem sehr schlechten Zustand. 1966 wurde ein Neubau am Schlossgarten eröffnet. Aufgrund der kritischen Raumsituation wurde von 1979 bis 1992 eine Nebenstelle im Steinweg angemietet. Von 1992 bis 1996 war ein größeres Gebäude in der Hamburger Straße Nebenstelle. 1993 wurde mit einem Neubau begonnen, dieser wurde 1997 abgeschlossen und befindet sich in der Straße Am Schloßgarten.